# Ernst Sieler
Ernst Sieler (22 de agosto de 1893 - 6 de octubre de 1983) fue un general de la Wehrmacht de la Alemania Nazi durante la II Guerra Mundial que comandó el LIX Cuerpo. Fue condecorado con la Cruz de Caballero de la Cruz de Hierro con Hojas de Roble. Sieler se rindió a las fuerzas soviéticas en el curso de la Ofensiva del Vístula-Óder del Ejército Rojo. Fue retenido en la Unión Soviética como criminal de guerra hasta 1955.

## Condecoraciones
- Cruz de Hierro (1914) 2ª Clase (14 de septiembre de 1914) & 1ª Clase (1 de julio de 1916)[1]
- Broche de la Cruz de Hierro (1939) 2ª Clase (11 de mayo de 1940) & 1ª Clase (23 de mayo de 1940)[1]
- Cruz Alemana en Oro el 23 de febrero de 1944 como Generalleutnant y comandante de la 304. Infanterie-Division[2]
- Cruz de Caballero de la Cruz de Hierro con Hojas de Roble
  - Cruz de Caballero el 12 de septiembre de 1941 como Oberst y comandante del Infanterie-Regiment 46[3]
  - 502ª Hojas de Roble el 24 de junio de 1944 como Generalleutnant y comandante de la 304. Infanterie-Division[4]